# تمرد الجهرية
كان تمرد الجهرية في العام 1781 أحداث عنف طائفي بين فرعين من الصوفيين النقشبنديين هما: الجهرية وخصومهم الخفية، مما أدى إلى تدخل سلالة تشينغ الحاكمة لوقف القتال بين الاثنين، والذي أدى بدوره إلى تمرد الجهرية الذي سحقته سلالة تشينغ الصينية بمساعدة الخفية.
وبسبب القتال في الشوارع والدعاوى القضائية بين الطرق الصوفية الجهرية والخفية، فقد تم القبض على ما مينجكسين لوقف العنف الطائفي بين الصوفيين. ثم حاولت الجهرية كسر حماية ما مينجكسين بعنف مما أدى إلى إعدامه وسحق المتمردين الجهريين. استخدمت سلالة تشينغ التهجير إلى شينجيانغ لوضع المتمردين الجهريين المرحلين.
اتحدت فرقة الخفية مع فرقة القديمة، غير الصوفية، معًا ضد الجهرية التي عارضوها بشدة واختلفوا معها في ممارساتهم.:19-20 كان جهرية سالار من بين الذين تم ترحيلهم إلى شينجيانغ. انضم بعض الصينيين الهان وقاتلوا إلى جانب متمردي سالار المسلمين الجهريين في تمردهم.:21 قاتل الموالون المسلمون من أجل تشينغ.
كما تم ترحيل أتباع الجهرية إلى قويتشو ويوننان. لقد سميت الجهرية بـ«التعليم الجديد».
تم اقتراح الفساد والاختلاس من قبل المسؤولين كعامل مساهم في العنف.
اندلعت ثورة دونغان (1895–1896) في نفس المكان الذي اندلعت فيه ثورة الجهرية لأسباب متشابهة جدًا، وبسبب العنف الطائفي والدعاوى القضائية بين طريقتين نقشبنديتين صوفيتين حاولت أسرة تشينغ حلهما.
كان سليل ما مينجكسين هو ما يوان تشانغ.
بالإضافة إلى إرسال المنفيين من الهان المدانين بارتكاب جرائم إلى شينجيانغ ليكونوا عبيدًا لحاميات بانر هناك، مارست أسرة تشينغ أيضًا طريقة المنفى العكسي، وطريقة نفي آسيا الداخلية (للمجرمين المغول والروس والمسلمين من منغوليا وآسيا الداخلية) إلى الصين الداخلية حيث سيكونون بمثابة العبيد في حاميات هان بانر في قوانغتشو. وكذلك للروس والأوراتيون والمسلمون مثل ياكوف وديميتري إلى حامية هان بانر في قوانغتشو. في ثمانينيات القرن الثامن عشر، وبعد هزيمة التمرد الإسلامي في قانسو على يد زانغ وينكينغ، تم نفي مسلمين مثل ما جينلو إلى حامية هان بانر في قوانغتشو ليصبحوا عبيدًا لضباط هان بانر. حكم قانون تشينغ الذي ينظم المغول في منغوليا على مجرمي المغول بالنفي وأن يصبحوا عبيدًا لعناصر هان بانر في حاميات هان بانر في الصين.